# Nachal Mitla
Nachal Mitla (hebrejsky: נחל מתלה) je vádí v severním Izraeli, v pohoří Karmel a v pobřežní nížině.
Začíná v nadmořské výšce přes 300 metrů nad mořem, na západním okraji pohoří Karmel, na okraji vesnice Bejt Oren. Odtud vádí směřuje k západu zalesněnou krajinou, míjí z jihu hřbet Reches Mitla, zprava přijímá vádí Nachal Sfunim a mezitím prudce klesá z Karmelu do pobřežní nížiny, do které vstupuje severně od vesnice Megadim. Za ní zprava ústí do vádí Nachal Megadim, které pak po pár desítkách metrů uhýbá k západu a ústí do Středozemního moře, přičemž předtím ještě podchází těleso železniční tratě a dálnice číslo 2.
Okolí horního toku vádí je turisticky využíváno. V prosinci 2010 byla oblast při horním toku Nachal Mitla postižena lesním požárem, který zničil velkou část zdejších lesů.